# سونگ جونگ هو (تیرانداز)
سونگ جونگ هو (کره‌ای: 송종호؛ زادهٔ ۱ مارس ۱۹۹۰) ورزشکار ورزش تیراندازی اهل کره جنوبی است.
وی در مسابقات کشوری و بین‌المللی در مجموع برندهٔ ۱ مدال طلا، ۲ مدال نقره، ۳ مدال برنز شده است.